# JK Maag Tammeka Tartu
Der Jalgpalliklubi Tammeka Tartu war ein estnischer Fußballverein aus Tartu.
Der Verein entstand 2006 aus der Vereinigung von JK Maag Tartu und JK Tammeka Tartu und spielt in der obersten estnischen Liga, der Meistriliiga. Seit der Saison 2009 spielt der Verein wieder als JK Tammeka Tartu.